# Вити (Висконсин)
Вити (енгл. Withee) град је у америчкој савезној држави Висконсин.

## Демографија
По попису из 2010. године број становника је 487, што је 21 (-4,1%) становника мање него 2000. године.
| Група             | 2000.       | 2010.       |
| Белци             | 500 (98,4%) | 471 (96,7%) |
| Афроамериканци    | 0 (0,0%)    | 0 (0,0%)    |
| Азијати           | 1 (0,2%)    | 1 (0,2%)    |
| Хиспаноамериканци | 2 (0,4%)    | 11 (2,3%)   |
| Укупно            | 508         | 487         |